# 1224 Фантазія
1224 Фантазія (1224 Fantasia) — астероїд головного поясу, відкритий 29 серпня 1927 року.
Тіссеранів параметр щодо Юпітера — 3,550.